# Новожилов, Алексей Геннадьевич
Новожи́лов, Алексе́й Генна́дьевич (род. 17 июня 1968, Ленинград) — российский историк, этнограф, заведующий кафедрой этнографии и антропологии СПбГУ, доцент. Кандидат исторических наук. Специалист по этнографии народов Европейской части России. Ученик Л. Н. Гумилёва.

## Биография
Родился в Ленинграде. В 1975 году стал учеником 26-й средней школы Невского района. Первой учительницей была Валентина Константиновна Хомякова.
В 1991 году окончил исторический факультет Санкт-Петербургского государственного университета. С 1992 года работал ассистентом кафедры этнографии и антропологии СПбГУ, с 1996 года — старшим преподавателем, а с 2002 года — доцентом той же кафедры.
В 2000 году защитил кандидатскую диссертацию на тему «Этническая история междуречья Волхова и Наровы XV—XVI веков». Автор множества публикаций по этнографии народов России.
С 9 ноября 2012 года — заведующий кафедрой этнографии и антропологии исторического факультета СПбГУ.

## Основные публикации
- К постановке проблемы влияния государств. институтов на изменение традиционной культуры крестьянства северо-запада и запада России в 1930-50-е гг. // Российская государственность: история и современность. СПб., 2003. С. 578—588;
- Статьи о поземел. отношениях Судебника 1497 г. // Судебник Ивана III Становление самодержавного государства на Руси. СПб., 2004. С. 76-105;
- Этническая ситуация на северо-западе Новгородской земли XV—XVI вв. // Вестник СПбУ. Серия 2. История. Вып. 1-2. СПб., 2004. С. 79-92;
- Свойство в системе междеревенских мужских связей в нечернозёмной полосе России // Гендерные исследования в контексте социального образования. СПб., 2005. С. 424—430;
- Возможности использования данных писцовых книг: история проблемы и вклад А. Л. Шапиро в ее разработку // Вестник СПбУ. Сер. 2. История. СПб., 2005. Вып. 4. С. 100—116;
- Динамика исчезновения объектов традиционной материальной культуры в XX в. по материалам Пыталовского района Псковской области // Вестник СПбУ. Сер. 2. История. СПб., 2006. Вып. 4. С. 298—310[1].